# Margny (Ardennes)
Pour les articles homonymes, voir Margny.
Margny est une commune française, située dans le département des Ardennes en région Grand Est.
Margny a la particularité géographique d'être une commune frontalière avec la Belgique.

## Géographie
| Florenville ( Belgique) | Florenville ( Belgique) |                                |
| Florenville ( Belgique) | Margny                  | Meix-devant-Virton ( Belgique) |
| Sapogne-sur-Marche      | Herbeuval               | Breux Meuse                    |

Petite commune frontalière de la Belgique, elle a sur son territoire communal une petite avancée belge, Villers-devant-Orval, que sépare la rivière la Marche  et qu'unit un pont au territoire belge.
La rivière Marche, qui est un affluent de rive droite de la Chiers, sert de frontière entre la France et la Belgique sur toute la partie septentrionale de la commune. À l'est, la commune de Margny est limitrophe du département de la Meuse et en même temps de la région Lorraine à laquelle ce dernier appartient.
La commune de Margny fait partie du canton de Carignan où ce dernier, limitrophe de la Belgique sur tout son pourtour nord, appartient à l'arrondissement de Sedan. Les communes qui la confinent sont respectivement au sud et au sud-ouest Herbeuval et Sapogne-sur-Marche ; ces dernières appartiennent également au canton de Carignan.
Situé sur le plateau forestier de l'Ardenne, le petit village de Margny est dominé au sud par une haute colline boisée de 205 mètres d'altitude qui domine toute la commune.

### Hydrographie
La commune est dans le bassin versant de la Meuse au sein du bassin Rhin-Meuse. Elle est drainée par le ruisseau la Marche, le ruisseau des Courvees, le ruisseau de Chelvaux et le ruisseau d'Herbeuval,.
Le ruisseau la Marche, d'une longueur de 16 en France km, prend sa source dans la commune de Williers et se jette  dans la Chiers à Margut, après avoir traversé sept communes.

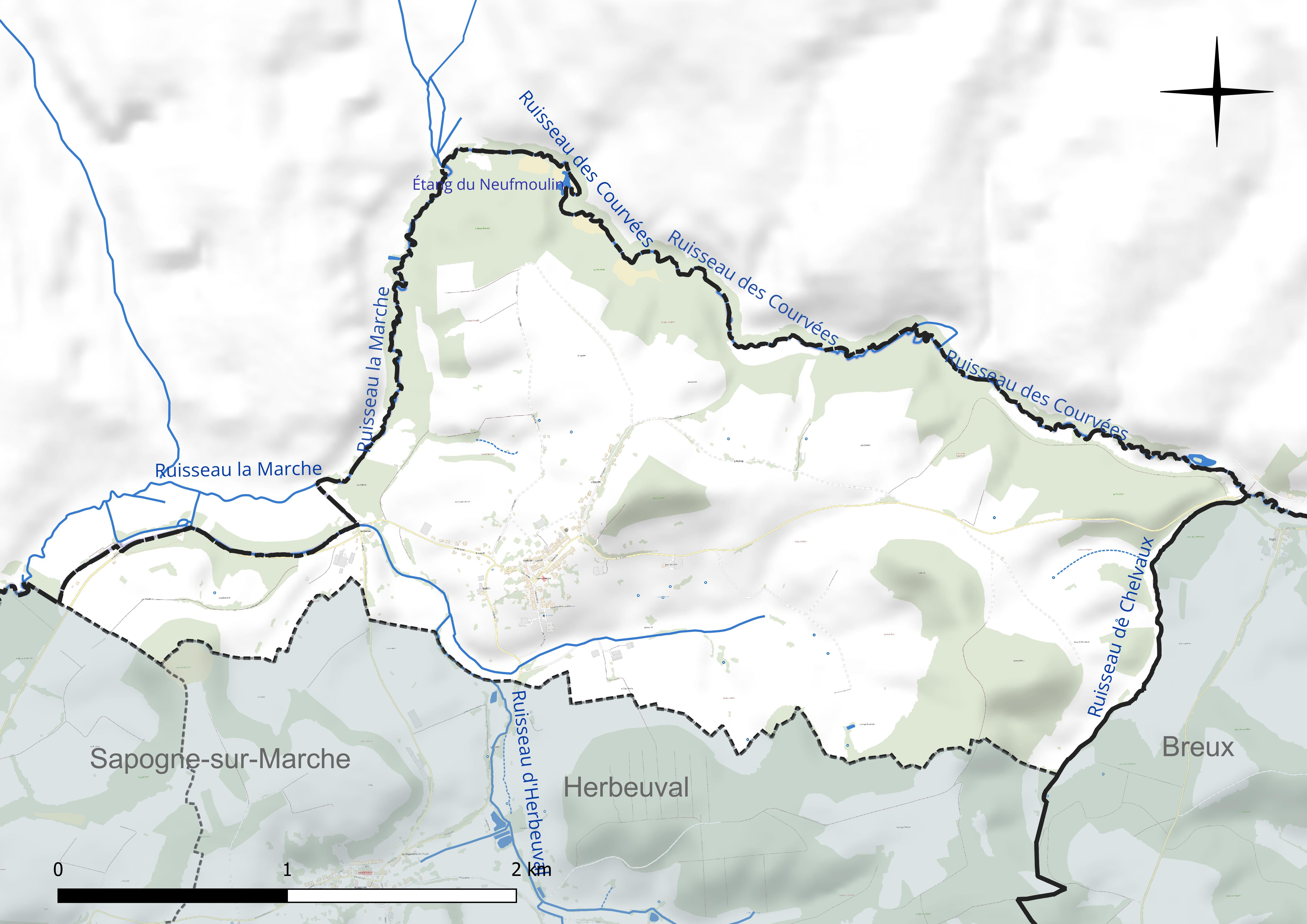
Réseau hydrographique de Margny.

Un plan d'eau complète le réseau hydrographique : l'étang du Neufmoulin (0,3 ha),.

### Climat
Pour des articles plus généraux, voir Climat du Grand Est et Climat des Ardennes.
En 2010, le climat de la commune est de type climat de montagne, selon une étude du Centre national de la recherche scientifique s'appuyant sur une série de données couvrant la période 1971-2000. En 2020, Météo-France publie une typologie des climats de la France métropolitaine dans laquelle la commune est dans une zone de transition entre le climat océanique altéré et le climat océanique altéré et est dans la région climatique Lorraine, plateau de Langres, Morvan, caractérisée par un hiver rude (1,5 °C), des vents modérés et des brouillards fréquents en automne et hiver.
Pour la période 1971-2000, la température annuelle moyenne est de 9,3 °C, avec une amplitude thermique annuelle de 16 °C. Le cumul annuel moyen de précipitations est de 969 mm, avec 14 jours de précipitations en janvier et 9,6 jours en juillet. Pour la période 1991-2020, la température moyenne annuelle observée sur la station météorologique de Météo-France la plus proche, « Linay », sur la commune de Linay à 9 km à vol d'oiseau, est de 10,4 °C et le cumul annuel moyen de précipitations est de 969,0 mm. 
La température maximale relevée sur cette station est de 42 °C, atteinte le 25 juillet 2019 ; la température minimale est de −24 °C, atteinte le 9 janvier 1985,,.
Les paramètres climatiques de la commune ont été estimés pour le milieu du siècle (2041-2070) selon différents scénarios d'émission de gaz à effet de serre à partir des nouvelles projections climatiques de référence DRIAS-2020. Ils sont consultables sur un site dédié publié par Météo-France en novembre 2022.

## Urbanisme

### Typologie
Au 1er janvier 2024, Margny est catégorisée commune rurale à habitat dispersé, selon la nouvelle grille communale de densité à 7 niveaux définie par l'Insee en 2022.
Elle est située hors unité urbaine et hors attraction des villes,.

### Occupation des sols
L'occupation des sols de la commune, telle qu'elle ressort de la base de données européenne d’occupation biophysique des sols Corine Land Cover (CLC), est marquée par l'importance des territoires agricoles (62,9 % en 2018), en diminution par rapport à 1990 (67,2 %). La répartition détaillée en 2018 est la suivante : 
prairies (42,2 %), forêts (33,3 %), terres arables (20,4 %), zones urbanisées (3,8 %), zones agricoles hétérogènes (0,3 %). L'évolution de l’occupation des sols de la commune et de ses infrastructures peut être observée sur les différentes représentations cartographiques du territoire : la carte de Cassini (XVIIIe siècle), la carte d'état-major (1820-1866) et les cartes ou photos aériennes de l'IGN pour la période actuelle (1950 à aujourd'hui).

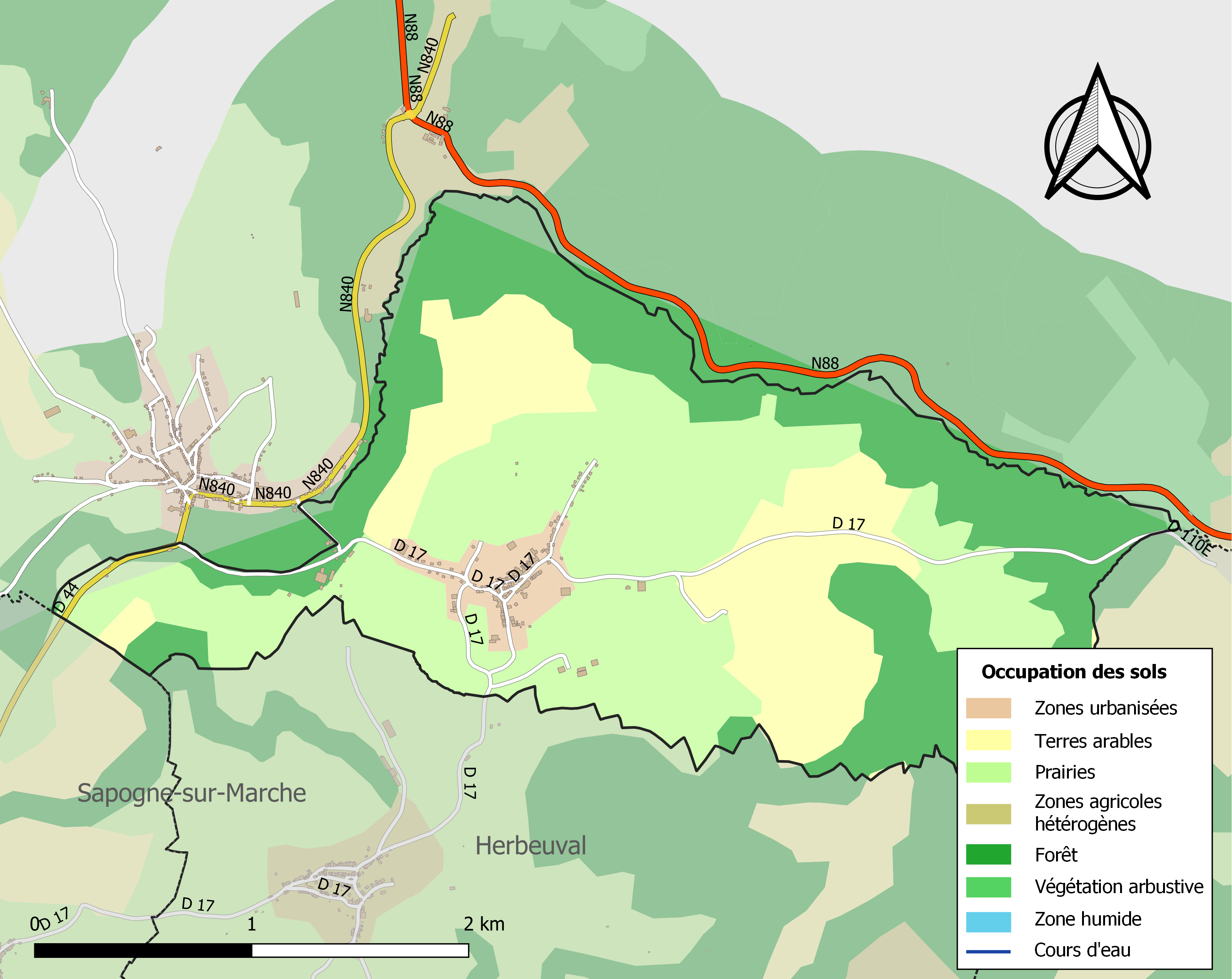
Carte des infrastructures et de l'occupation des sols de la commune en 2018 (CLC).

## Histoire
Le 25 août 1914, la commune de Margny est victime d'atrocités allemandes. 42 civils sont tués, 71 bâtiments sont détruits,. Les unités mises en cause sont les 38e et 10e RI -Régiment d'Infanterie-. S'agit-il de représailles contre des francs-tireurs ou la volonté de terroriser la population pour garantir l'ordre sur les territoires occupés ? Les événements de Margny ne sont pas isolés et se sont produits dans d'autres communes belges, ardennaises ou lorraines.

## Politique et administration
| Période                                  | Période                   | Identité                                     | Étiquette | Qualité            |
| ---------------------------------------- | ------------------------- | -------------------------------------------- | --------- | ------------------ |
| avant 1995                               | ?                         | Pierre Orquevaux                             |           |                    |
| 2002                                     | 2008                      | Jacques Pleinchanmps                         |           |                    |
| mars 2008                                | En cours (au 23 mai 2020) | Michel Protin Réélu pour la mandat 2020-2026 |           | Ancien agriculteur |
| Les données manquantes sont à compléter. |                           |                                              |           |                    |

## Démographie
L'évolution du nombre d'habitants est connue à travers les recensements de la population effectués dans la commune depuis 1793. Pour les communes de moins de 10 000 habitants, une enquête de recensement portant sur toute la population est réalisée tous les cinq ans, les populations de référence des années intermédiaires étant quant à elles estimées par interpolation ou extrapolation. Pour la commune, le premier recensement exhaustif entrant dans le cadre du nouveau dispositif a été réalisé en 2008.

En 2022, la commune comptait 210 habitants, en évolution de +15,38 % par rapport à 2016 (Ardennes : −2,97 %, France hors Mayotte : +2,11 %).
| 1793 | 1800 | 1806 | 1821 | 1831 | 1836 | 1841 | 1846 | 1851 |
| ---- | ---- | ---- | ---- | ---- | ---- | ---- | ---- | ---- |
| 354  | 389  | 409  | 408  | 343  | 490  | 484  | 518  | 515  |

| 1866 | 1872 | 1876 | 1881 | 1886 | 1891 | 1896 | 1901 | 1906 |
| ---- | ---- | ---- | ---- | ---- | ---- | ---- | ---- | ---- |
| 535  | 538  | 542  | 532  | 502  | 487  | 465  | 435  | 437  |

| 1911 | 1921 | 1926 | 1931 | 1936 | 1946 | 1954 | 1962 | 1968 |
| ---- | ---- | ---- | ---- | ---- | ---- | ---- | ---- | ---- |
| 429  | 308  | 329  | 317  | 307  | 245  | 214  | 211  | 212  |

| 1975 | 1982 | 1990 | 1999 | 2006 | 2008 | 2013 | 2018 | 2022 |
| ---- | ---- | ---- | ---- | ---- | ---- | ---- | ---- | ---- |
| 185  | 164  | 143  | 172  | 176  | 177  | 169  | 202  | 210  |

## Culture locale et patrimoine

### Lieux et monuments

#### Monuments
- Tour de Margny : cette tour carrée de couleur blanche, accolée d'une tourelle octogonale en saillie, de 17 mètres de hauteur, à l'allure austère, aux ouvertures réduites, participait au contrôle des passages par la vallée de la Marche, conduisant d'Orval à Tassigny. La construction est probablement de la fin du XVe siècle[28].
- Église Saint-Martin : construite au XVIIIe siècle, de 1771 à 1776, elle fut détruite le 25 août 1914 et reconstruite dans l'entre-deux-guerres, quasiment à l'identique.

#### Lieu de mémoire de la Grande Guerre
- Monument en mémoire des victimes du massacre du 25 août 1914[20]: Le 25 août 1914, 42 villageois furent fusillés par l'armée allemande dans le village de Margny. Chaque année, une cérémonie à la mémoire de des victimes se déroule devant le monument.

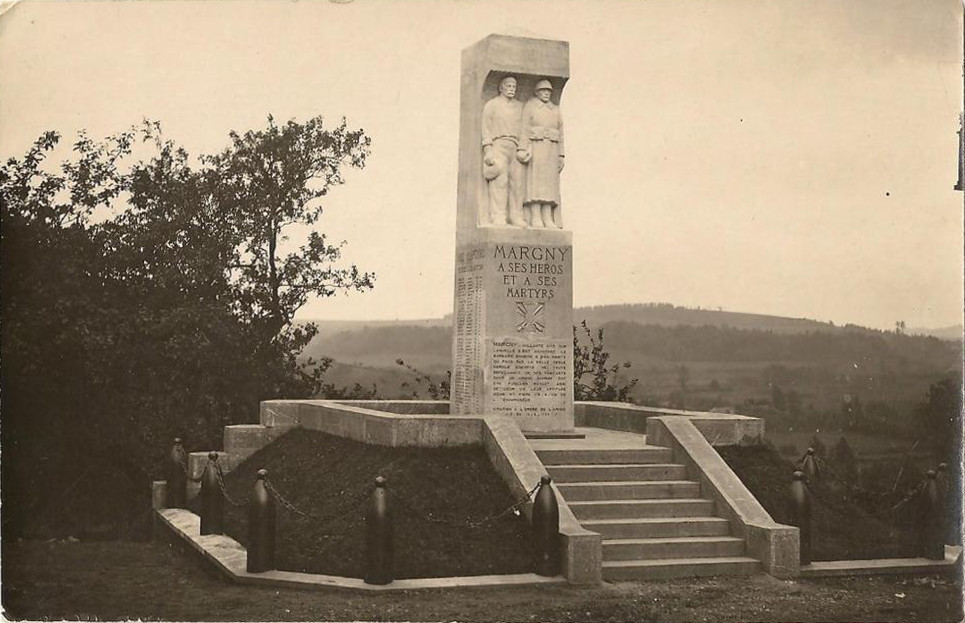
Monument à la mémoire des martyrs du 25 août 1914.
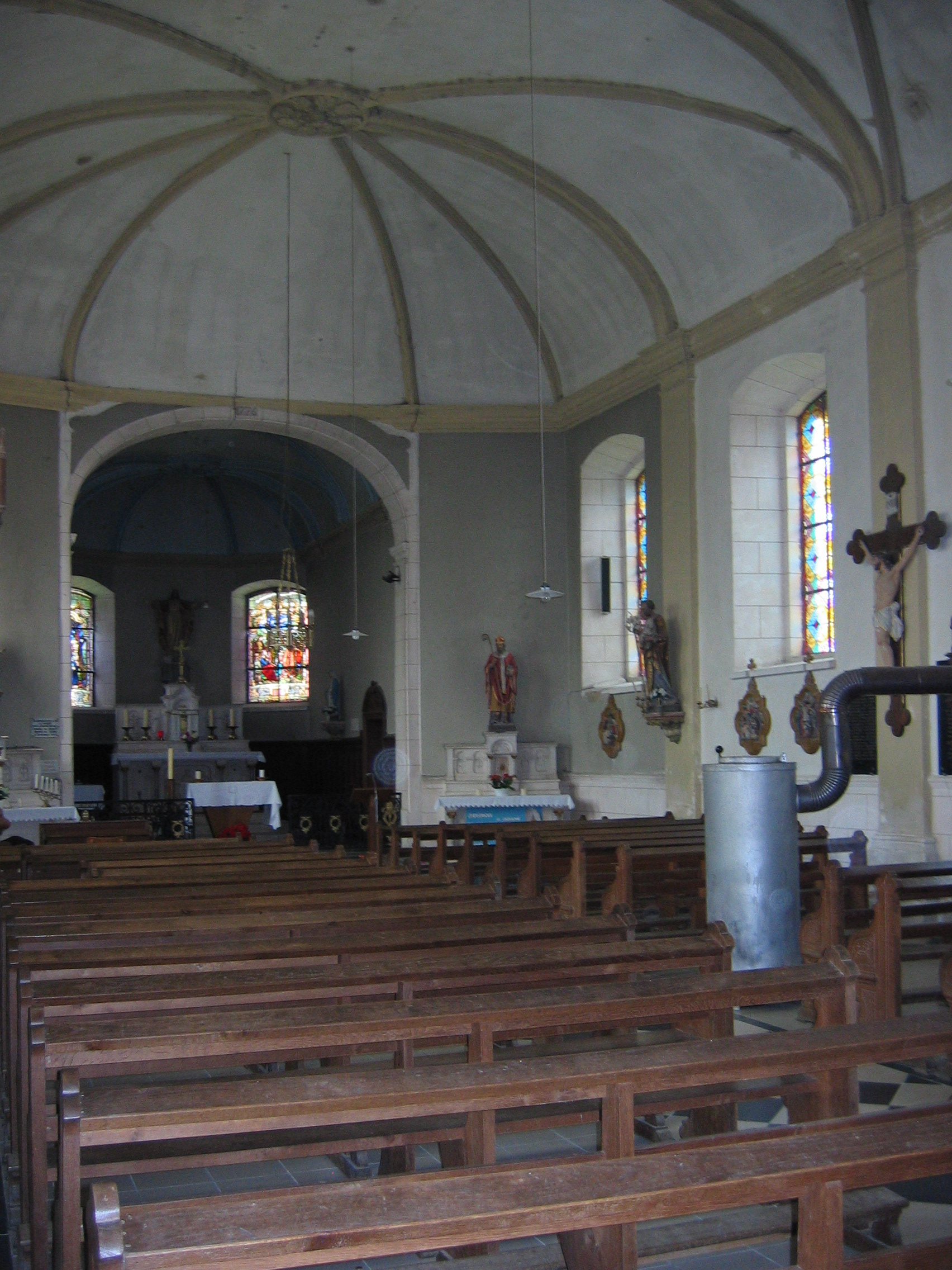
Intérieur de l'église.
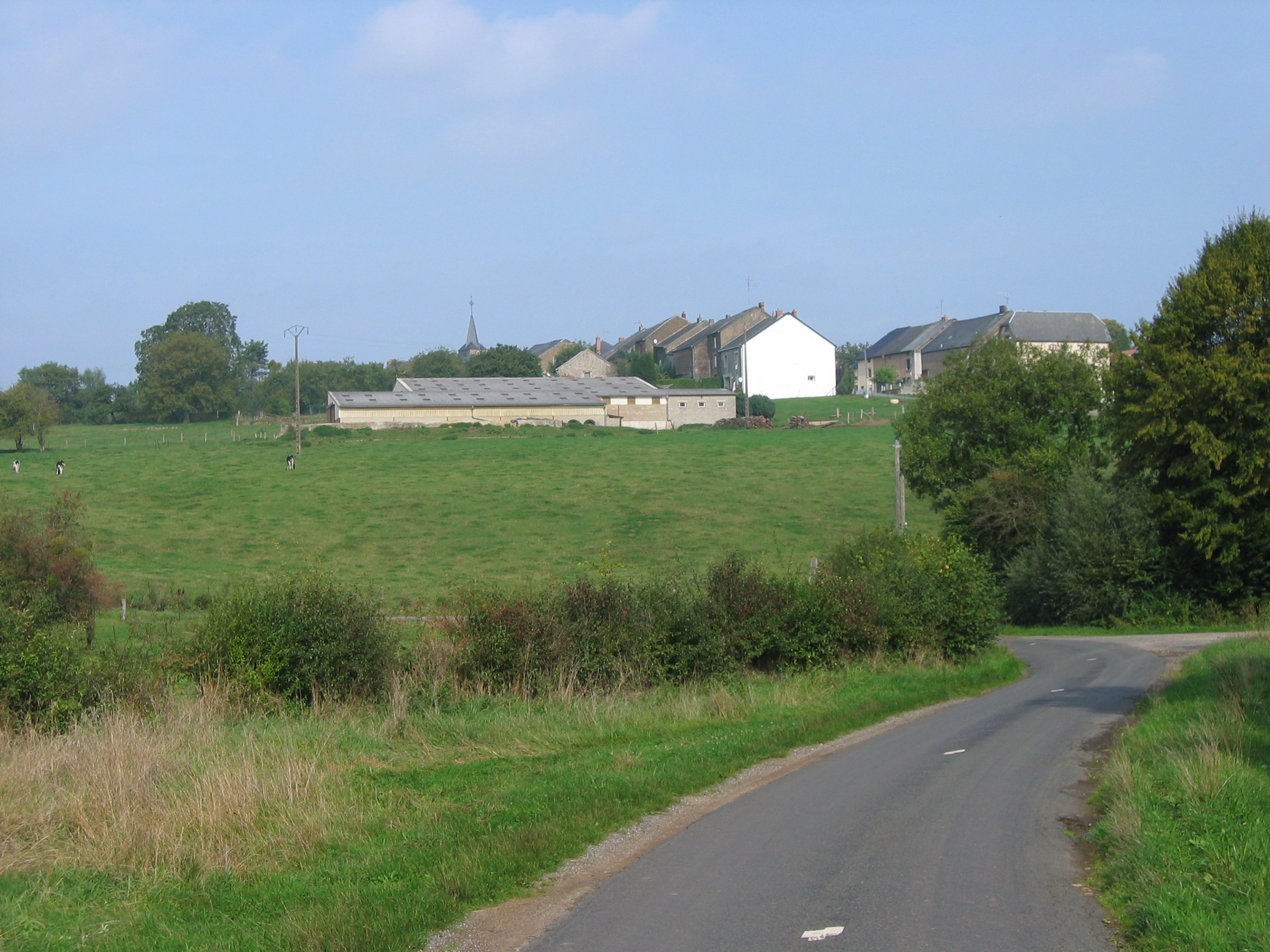
Vue du village de Margny.

### Héraldique
| Armes de Margny | Les armes de Margny se blasonnent ainsi : De gueules à la tête de lion arrachée et couronnée d'or, mantelé de sinople chargé d'une épée basse d'argent, garnie d'or et accostée de deux demi-ramures de cerf du même, affrontées par les andouillers, celle de dextre posée en bande et celle de senestre en barre. |